# Jogo do pão doce

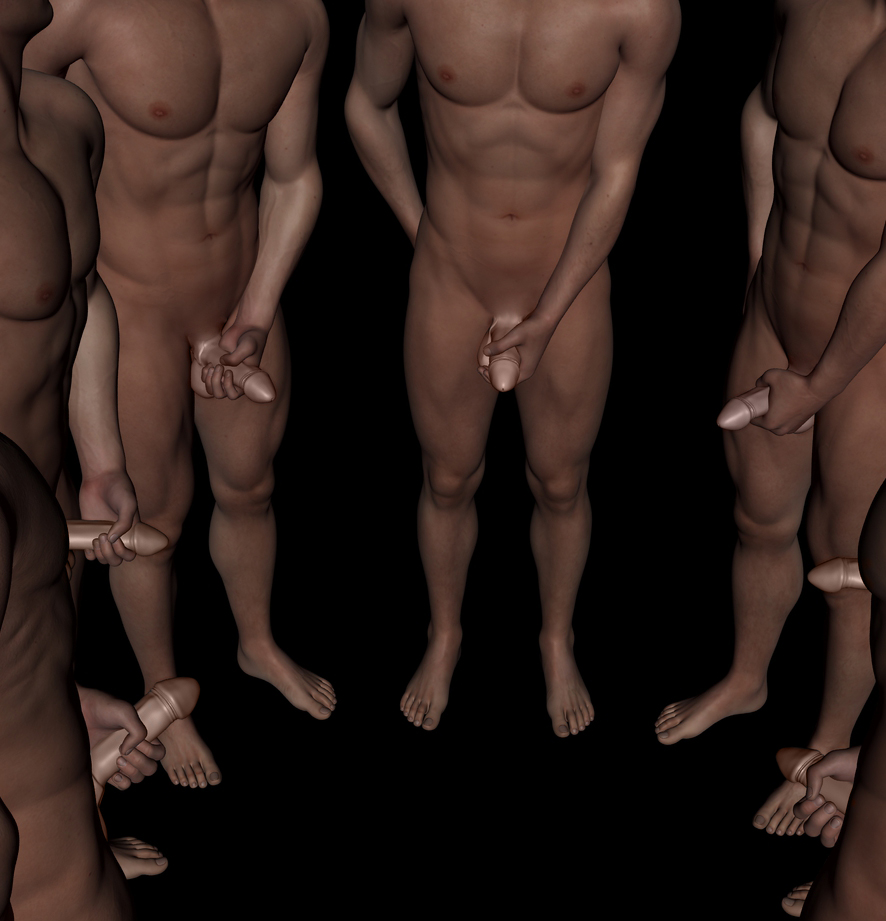
Representação 3D de homens em círculo, posição comum para prática do Jogo do Pão

O jogo do pão doce (também chamado de brincadeira do pão, brincadeira do pão doce, brincadeira do pão de leite, jogo do pão de leite ou, simplesmente, jogo do pão) é uma atividade de masturbação grupal em que os participantes ficam em volta de um alimento (geralmente biscoito ou pão, como o nome sugere) se masturbando até nele ejacular; a última pessoa a fazê-lo deve comer o alimento sujo do sêmen dos outros participantes. Em algumas versões do jogo, o participante que não atingir o pão ao ejacular deve comê-lo. A atividade é mais comum entre adolescentes.
No Reino Unido e nos Estados Unidos, a atividade é comumente referida como "biscoito encharcado" (tradução livre de soggy cookie, em inglês estadunidense, ou soggy biscuit, inglês britânico) e, na Austrália, "SAO encharcado" (tradução livre para "soggy SAO"), em referência à marca de biscoitos SAO, relativamente popular naquele país.
A atividade recebeu certa atenção principalmente nas escolas dos países citados anteriormente, Estados Unidos, Reino Unido e Austrália, e também do Brasil. Nesses países, escolas emitiram comunicados e revistas noticiaram a prática que supostamente ocorre entre adolescentes.
A atividade não está necessariamente associada à homossexualidade, já que o não exige contato sexual; a ideia e a prática do estão de acordo com o espírito de exploração sexual presente durante a maturação sexual humana, que ocorre na adolescência, em especial durante a puberdade.
Em uma pesquisa publicada no livro Law of the Playground, perguntou-se a 1.866 homens: "Quão perto você chegou do Jogo do Pão, no qual você tenta ejacular o mais rápido possível num biscoito?" (tradução livre do inglês). Dos entrevistados, 6,2% admitiram ter participado.
Em novembro de 2011, uma matéria do jornal The Eagle-Tribune dizia que a polícia estava investigando alegações de que dois jogadores de basquete de uma escola de ensino médio em Andover, no estado de Massachusetts, foram intimidados por membros mais velhos da equipe para que jogassem, numa espécie de trote. Em janeiro do ano seguinte, 2012, foi relatado que dois alunos haviam sidos expulsos pelo incidente e outros cinco, suspensos. Um júri foi convocado para determinar se algum dos alunos deveria enfrentar acusações criminais.